# 鷲尾隆聚
鷲尾 隆聚（わしのお たかつむ、1843年1月25日（天保13年12月25日） - 1912年（明治45年）3月4日）は、幕末から明治期の公家。

## 経歴
右近衛中将鷲尾隆賢の次男として京都で生まれる。母は高倉永雅の娘。勤王倒幕運動に身を投じ、慶応3年12月12日(1868年1月6日)、志士を集めて高野山で挙兵し、紀州藩を恭順させた(高野山挙兵)。奥州追討総督・陸軍少将として戊辰戦争を転戦し明治維新を迎えた。
剣術を好み、自邸に明鏡館という道場を開いた。1883年（明治16年）、宮内省済寧館御用掛に就任。1884年（明治17年）、山岡鉄舟とともに剣槍柔術永続社を設立し、社長を務めた。

## エピソード
理財に疎いところがあり、負債を抱えて剣槍柔術永続社は解散した。あるとき東久世通禧から貴族院議員になることを勧められたが、「政治に通ぜざる者が、二千円の歳費を得るため、貴族院に入ろうとする者があれば、自分はその面に唾しよう。自分はたとえ餓死しようとも、かくの如き陋態をまなばず」と答えた。

## 官職
- 1870年（明治3年）、五條県知事・兵部大丞。
- 1871年（明治4年）、若松県知事。
- 1873年（明治6年）、愛知県令。
- 1882年（明治15年）、元老院議官。

## 栄典
- 1884年（明治17年）7月7日 - 伯爵[1]
- 1889年（明治22年）7月30日 - 従三位[2]
- 1909年（明治42年）8月12日 - 勲二等瑞宝章[3]
- 1911年（明治44年）12月27日 - 正二位[4]

## 親族
- 先妻：万寿子 - 平野長発の長女
- 後妻：仲 - 栗田三郎治の娘[5]
- 長男：隆誠[6]
- 次男：隆順[6] - 分家して男爵に叙される
- 三男：隆緝[5]
- 四男：春雄[6]
- 十男：隆信[7]
- 四女：房 - 三室戸和光の妻[6]
- 養女：花 - 平野長裕の娘、三河産治の妻[5]